# Royal Exchange (London)

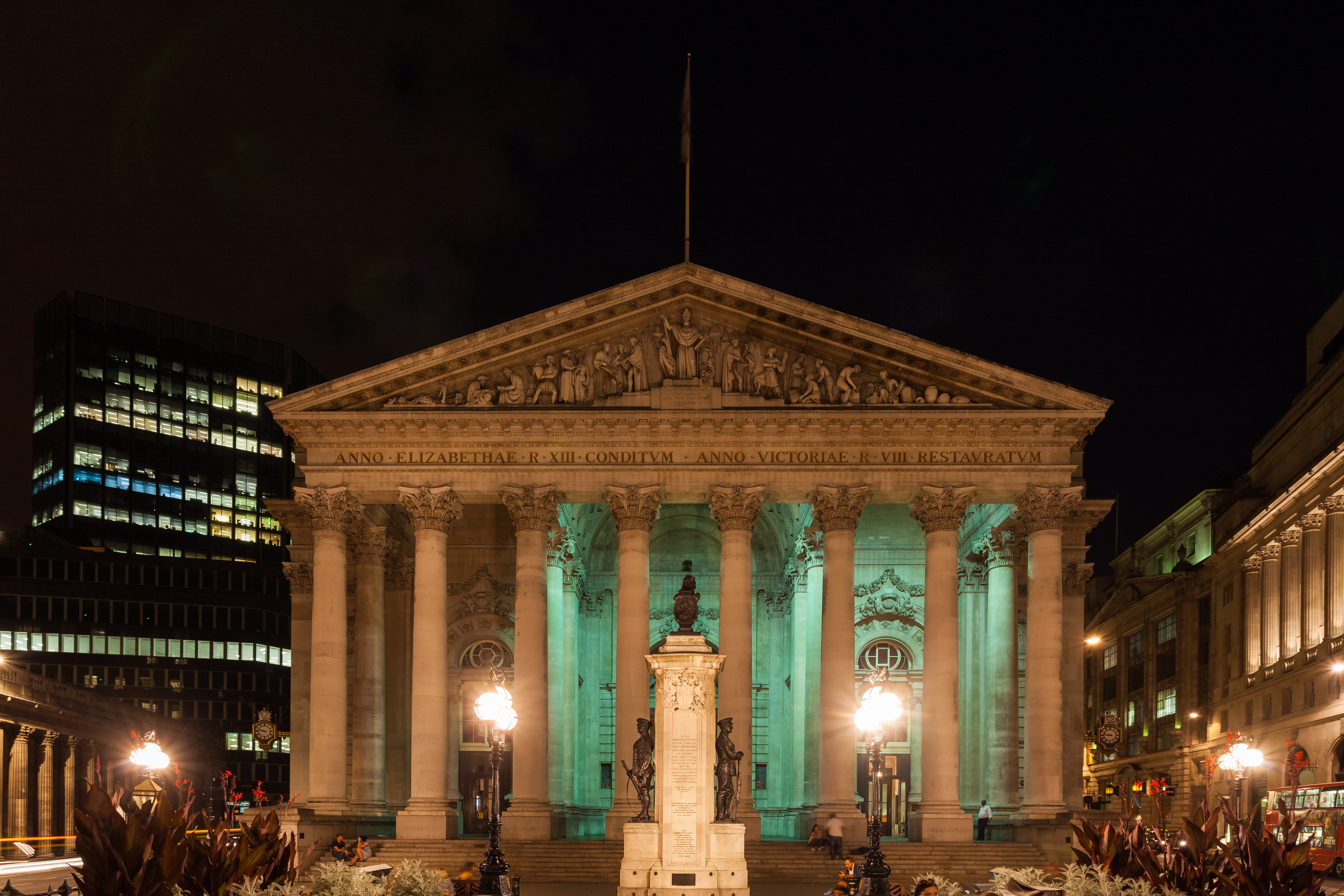
Die Royal Exchange im August 2014

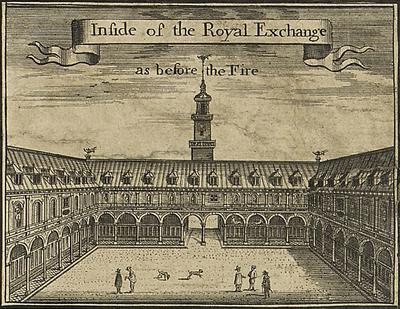
Die ursprüngliche Royal Exchange kurz vor dem Großen Brand 1666

Die Royal Exchange ist ein Gebäude in der City of London, zwischen Cornhill und Threadneedle Street gelegen. An diesem Standort wurde die erste Börse der Stadt gegründet, seit 2001 befindet sich hier ein Einkaufszentrum mit exklusiven Läden wie Hermès oder Tiffany.

## Geschichte
1565 hatte Thomas Gresham die Idee, in London eine Börse zu errichten, um den Handel zu erleichtern. Er selbst übernahm die Baukosten, während die Corporation of London und die Worshipful Company of Mercers das dreieckige Gelände zur Verfügung stellten. Die Form des Gebäudes war von der Börse in Antwerpen inspiriert, ein flämischer Architekt übernahm die Bauleitung. Königin Elisabeth I. eröffnete die Royal Exchange am 23. Januar 1571. Im 17. Jahrhundert hatten Aktienhändler wegen ihres rüpelhaften Benehmens keinen Zutritt zum Gebäude und handelten deshalb in Gebäuden in der Umgebung, wie zum Beispiel in Jonathan’s Coffee-House.
Greshams ursprüngliches Gebäude im elisabethanischen Stil wurde 1666 beim Großen Brand von London zerstört. Man beschloss, die Royal Exchange am selben Standort wieder aufzubauen. Verantwortlicher Architekt war Edward Jerman, König Karl II. legte den Grundstein und Samuel Pepys beschrieb dieses Ereignis in seinem Tagebuch. 1669 konnte der Handel wieder aufgenommen werden. 1774 bezog Lloyd’s Räumlichkeiten im Gebäude. Dort brach 1838 erneut ein Feuer aus und die Royal Exchange brannte zum zweiten Mal vollständig nieder. Der Wiederaufbau begann unverzüglich, wobei Prinz Albert den Grundstein legte. William Tite schuf das Gebäude im klassizistischen Stil. Die Eröffnung erfolgte am 28. Oktober 1844 durch Königin Victoria, doch der Handel wurde erst am 1. Januar 1845 wieder aufgenommen.
Lloyd’s zog 1928 in ein eigenes Gebäude um, und 1939 kam der Handel wegen des Zweiten Weltkriegs ganz zum Erliegen. Den Krieg überstand das Gebäude unbeschadet. Von 1953 bis 1959 nutzte ein Theater den Innenhof. 1982 zog die Terminbörse London International Financial Futures and Option Exchange ein, die zwanzig Jahre später durch Euronext übernommen wurde. 2001 wurde das Gebäude renoviert.

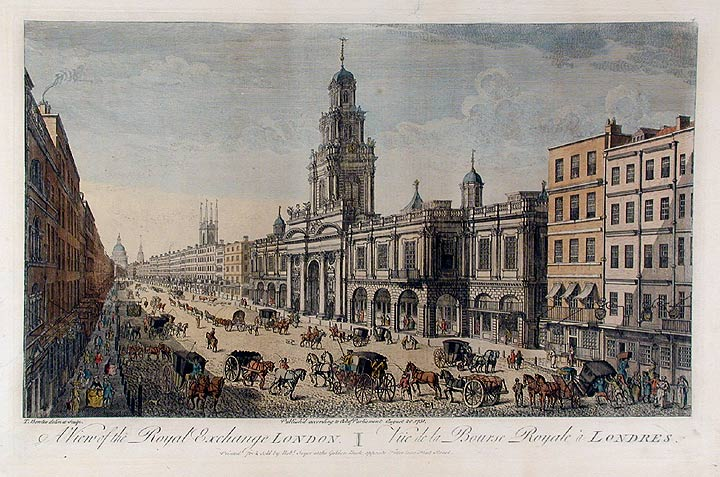
Die zweite Royal Exchange 1751
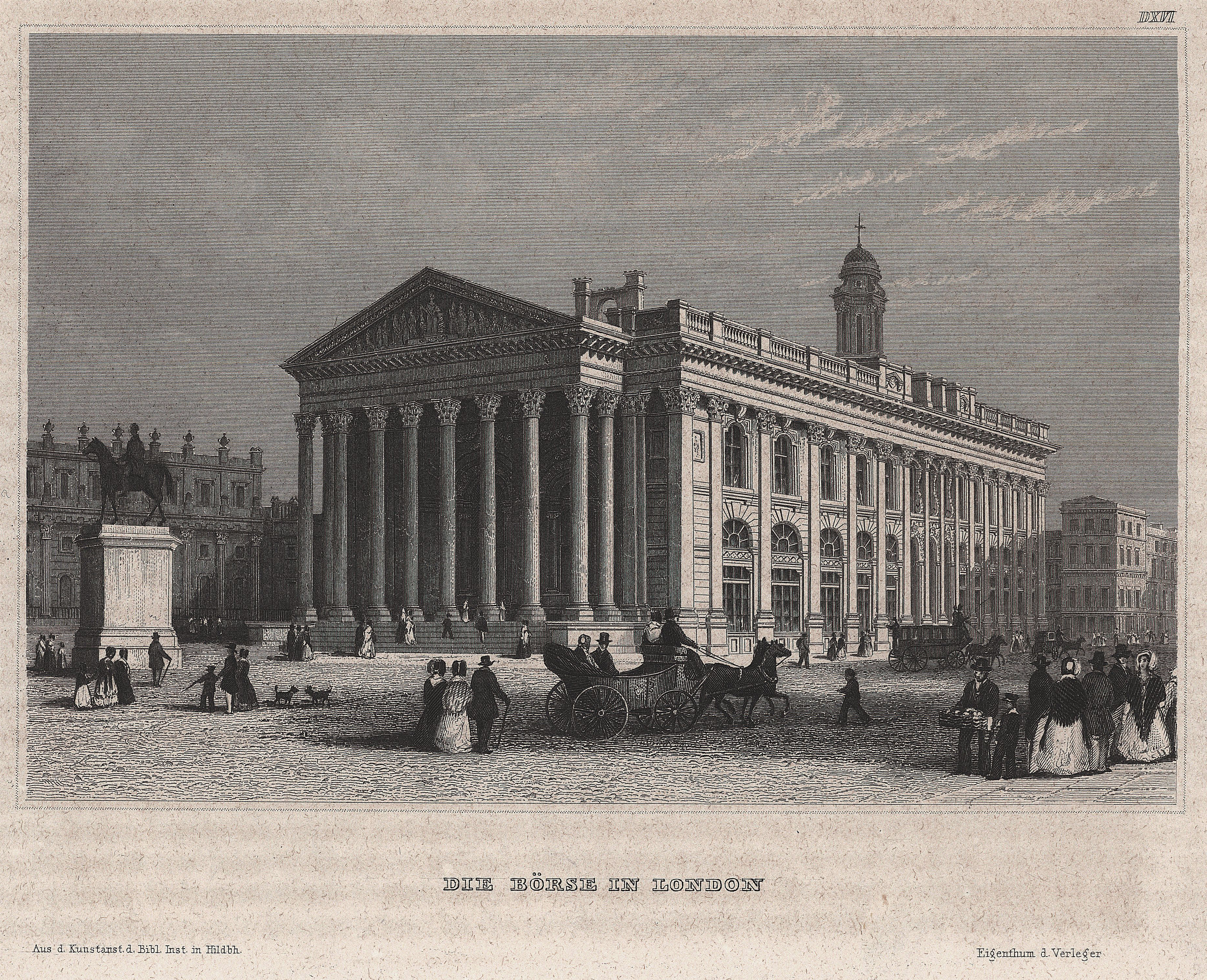
Die Royal Exchange um 1844
Die Royal Exchange um 1910